# Mylacorrhinina
Mylacorrhinina es una subtribu de insectos coleópteros curculiónidos pertenecientes a la subfamilia Entiminae.  

## Géneros
- Altonomus Desbrochers, 1907
- Gyratogaster K. Daniel & J. Daniel, 1903
- Leianisorhynchus Pic, 1905